# 아프리카의 코로나19 범유행
다음은 아프리카에서의 코로나19 범유행에 관한 설명이다.

## 같이 보기
- 6차 콜레라 범유행
- 스페인 독감
- 키부 에볼라 유행
- 흑사병
- 아프리카의 HIV/AIDS
- 서아프리카 에볼라 유행